# Žilnice
Žilnice (znanstveno ime Phlebia) so rod gliv iz družine zgubank (Meruliaceae).

## Seznam žilnic Slovenije[2]
- rumena žilnica (Phlebia coccineofulva)
- modreča žilnica (Phlebia lilascens)
- temnooranžna žilnica (Phlebia radiata)
- zvegana žilnica (Phlebia rufa)
- drhtava žilnica (Phlebia tremellosa)